# بيات شتوي
البيات الشتوي (مشتق من الكلمة الألمانية Winterruhe) هي حالة ينخفض فيها نشاط النباتات والحيوانات ذوات الدم الحار التي تعيش في المناطق فوق المدارية في العالم في أثناء الظروف البيئية القاسية لفصل الشتاء. وفي هذه الحالة، تحتفظ تلك الكائنات بالطاقة أثناء الطقس البارد حينما تكون مصادر الغذاء محدودة.

## نباتات
الأشجار النفضية تتساقط أوراقها في الشتاء. إن حلقات النمو الحولية في الشجرة تنتج عن البيات الشتوي، حيث يكون النمو سريعًا في فصل الربيع الأكثر دفئًا، ثم يتباطأ النمو لاحقًا في العام.
النباتات المعمرة والنباتات العشبية ثنائية الحول تفقد أجزاءها فوق الأرض الحساسة للصقيع قبل قدوم فصل الشتاء ثم تنمو تلك الأجزاء ثانية في فصل الربيع. إن النباتات العشبية الحولية, التي تنتج البذور قبل قدوم الشتاء، يمكن أن تُعتبر أيضًا أنها تمر بفترة شبيهة بالبيات الشتوي، ذلك أن بذورها تظل في حالة من عدم النشاط على مدار فصل الشتاء قبل مرحلة الإنبات. أما النباتات الحولية التي لها بذور تقوم بالإنبات قبل قدوم الشتاء فتقوم أيضًا بالبيات الشتوي. فعلى سبيل المثال، الحبوب الشتوية، التي تزرع في فصل الخريف وتنبت قبل الصقيع، تصبح خامدة أثناء فصل الشتاء وتحتاج في الواقع بضعة أسابيع من الطقس البارد حتى تتمكن من الازدهار.

## الحيوانات
يختلف البيات الشتوي في الحيوان عن الإشتاء الحقيقي، حيث لا ينخفض معدل التمثيل الغذائي انخفاضًا كبيرًا. ولا تنخفض درجة حرارة الجسم انخفاضًا ملحوظًا، بيد أن سرعة القلب هي التي تنخفض. مما يعني أن حيوان مثل الراكون يمكنه أن يستعيد نشاطه سريعًا إذا ارتفعت درجة الحرارة أو ذاب الثلج. ومن أمثلة الحيوانات الأخرى التي تقوم بالبيات الشتوي الغرير والدب البني.